# William Urban
William Urban (1939) è uno storico statunitense, specializzato nelle crociate baltiche e nei Cavalieri teutonici.
Professore di storia e studi internazionali presso il Monmouth College, è stato redattore del Journal of Baltic Studies dal 1990 al 1994. È autore di vari testi e di numerosi articoli su riviste accademiche.
Prima di iniziare la sua carriera di insegnante al Monmouth College nel 1966, ha insegnato come professore assistente presso l'Università del Kansas nel 1965.

## Opere
- William Urban, The Samogitian Crusade, Centro di studi e ricerche lituano, 1989, ISBN 978-0-929700-03-8.
- William Urban, The Teutonic Knights: A Military History, Greenhill, 2003, ISBN 978-1-85367-535-5.
- William Urban, The Last Years of the Teutonic Knights: Lithuania, Poland and the Teutonic Order, Greenhill Books, 2018, ISBN 978-1-78438-360-2.

### Testi tradotti in italiano
- William Urban, I cavalieri teutonici: storia militare delle Crociate del Nord, traduzione di Rossanna Macuz Varrocchi, 2006, LEG, ISBN 978-88-86-92899-1.